# Беньямінас Кордушас
«Беньямінас Кордушас» («Benjaminas Kordušas») — радянський двосерійний телефільм 1986 року, знятий режисером Відмантасом Бачюлісом на Литовській кіностудії.

## Сюжет
Фільм поставлено за однойменним романом Йонаса Марцінкявічюса. Картина розповідає про життя литовського помісного дворянства у період між двома війнами, про бажання жити колишнім життям. Але нові часи диктують нові умови, з'являються нові цінності і вірність колишнім ідеалам приречена.

## У ролях
- Антанас Шурна — Беньямінас Кордушас
- Аудроне Плюскуте — Еляна, дочка Кордушаса
- Юозас Ярушявічюс — Андрюс
- Регіна Варнайте — Котріна, економка
- Еугенія Плешкіте — Ядвіга Кантрікене
- Вітаутас Паукште — граф Пшидірський
- Аудріс Мечисловас Хадаравічюс — Дунайтіс
- Вацловас Бледіс — Адомоніс
- Сігутіс Яченас — Ієронімас, агроном, син Адомоніса
- Нійоле Лепешкайте — Морта
- Егле Бараускайте — Мікасе Матузене, дочка Морти
- Аурімас Бабкаускас — Пятрас Матуза
- Вітольдас Хрістаускас — міністр
- Вітаутас Ейдукайтіс — Маковський, поміщик
- Алдона Янушаускайте — Клявене, наймичка
- Антанас Мацкявічюс — Ізідорюс
- Сігітас Рачкіс — Сурантас
- Альгірдас Сабаліс — Войцеховський, поміщик
- Сільвія Меляускайте — Анеле
- Юозас Мешкаускас — Крістійонас
- Альгімантас Вощикас — Ксаверас
- Вітаутас Григоліс — Ронкус
- Адрія Чепайте — епізод
- Хенріка Хокушайте — епізод
- Рімгаудас Карвяліс — епізод
- Антаніна Мацкявічюте — епізод
- Владас Жиргуліс — епізод
- Антанас Тарасявічюс — епізод
- Віолетта Подольскайте — епізод
- Лігія Рібайтене — епізод
- Антанас Саулявічюс — епізод
- Альгірдас Врубляускас — Вінцас
- Ромуалдас Урвініс — епізод
- Біруте Раубайте — епізод
- Альгірдас Пінтукас — епізод
- Она Юодіте — епізод
- Вільгельмас Вайчекаускас — швейцар
- Александрас Рібайтіс — епізод
- Аугустінас Паярскас — епізод
- Альгірдас Яцунскас — епізод
- Казіс Тумкявічюс — чоловік на базарі
- В. Чернавічюс — епізод
- Е. Петравічюс — епізод
- Й. Ракаускас — епізод
- Іна Карташова — дівчина в ресторані

## Знімальна група
- Режисер — Відмантас Бачюліс
- Сценарист — Відмантас Бачюліс
- Оператор — Зігмас Гружинскас
- Композитор — Міндаугас Урбайтіс
- Художник — Ромуальдас Лукшас